# Colostygia schneideraria
Colostygia schneideraria là một loài bướm đêm trong họ Geometridae.